# Старое Пальчиково
Старое Пальчиково — село в Заинском районе Татарстана. Входит в состав Верхнешипкинского сельского поселения.

## География
Находится в восточной части Татарстана на расстоянии приблизительно 11 км на северо-запад по прямой от железнодорожной станции города Заинск у реки Зай.

## История
Основана в конце XVII — начале XVIII веков, упоминалась также как Лебяжье, Николаевское. В XVIII веке была построена Никольская церковь.

## Население
Постоянных жителей было: в 1859—261 душа мужского пола, в 1870—669, в 1897—603, в 1913—804, в 1920—901, в 1926—642, в 1938—615, в 1949—462, в 1958—346, в 1970—218, в 1979—113, в 1989 — 60, в 2002 — 60 (русские 92 %), 58 в 2010.